# 上杉宪显
上杉宪显（1306年—1368年），镰仓幕府时代末期至南北朝时代的武将，守护大名。初代关东管领，山内上杉家始祖。兼任上野，越后，伊豆守护。足利尊氏的母亲上杉清子为其姑母，因此与尊氏为表兄弟的关系。

## 生平
德治元年（1306年）出生。镰仓幕府灭亡后，建武新政期间，足利尊氏之弟直义奉后醍醐天皇皇子成良亲王前往镰仓就任镰仓府将军。元弘四年（1334年）正月，设置作为成良亲王护卫的关东厢番。上杉宪显第一次出现在史料《建武记》中关东厢番记载的六番三十九人之一。
建武二年（1335年），足利尊氏发动延元之乱，此时宪显属于直义的部队。《太平记》中记载宪显曾在尊氏败退至九州之时，派其前往石见国（也有可能是笔误）。
建武三年（1336年），其父上杉宪房为了让尊氏往西逃走，于京都四条河原与北畠显家和新田义贞交战而死。其弟上杉憲藤亦于延元三年（1338年）战死。宪显继承了山内上杉家。
延元三年（1338年），奉尊氏之命，就任足利义诠的镰仓府执事。